# Калашиновка (Самарська область)
Калашиновка (рос. Калашиновка) — село в Алексєєвському районі Самарської області Російської Федерації.
Населення становить 212 осіб. Входить до складу муніципального утворення сільське поселення Летниково.

## Історія
Від 2005 року входило до складу муніципального утворення сільське поселення Летниково.

## Населення
| 1986 | 2002 | 2010 | 2014 | 2015 |
| ---- | ---- | ---- | ---- | ---- |
| 219  | ↘206 | →206 | ↗217 | ↘212 |